# Jack London (filme)
Jack London é um filme norte-americano de 1943, do gênero drama biográfico-aventuresco, dirigido por Alfred Santell, com roteiro de Isaac Don Levine e Ernest Pascal baseado na obra biográfica The Book of Jack London, de Charmian London, publicada em 1921.

## Produção
O filme é a biografia hollywoodiana do escritor Jack London, com roteiro baseado no livro "The Book of Jack London", de sua esposa Charmian Kittredge.
O ataque a Pearl Harbor serviu de mote para que London, morto em 1916, passasse a maior parte do filme alertando o mundo sobre a grande ameaça representada pelo Japão — quarenta anos antes da Segunda Guerra Mundial.
Jack London é a primeira produção de Samuel Bronston e o primeiro filme de Virginia Mayo. Em 1947, a atriz casou-se com Michael O'Shea, que interpreta o escritor.[carece de fontes?]

## Sinopse
Jack London, aventureiro, repórter e afamado escritor, viaja dos altos mares ao Klondike: cobre a Guerra Russo-Japonesa; pirateia ostras; e procura ouro nas gélidas regiões do Canadá. Suas viagens afetam seu casamento com a adorável Charmian, mas ela permanece fiel a ele.

## Premiações
| Prêmio     | Categoria            | Recipiente   | Situação |
| ---------- | -------------------- | ------------ | -------- |
| Oscar 1945 | Melhor trilha sonora | Freddie Rich | Indicado |

## Elenco
| Ator/Atriz         | Personagem            |
| ------------------ | --------------------- |
| Michael O'Shea     | Jack London           |
| Susan Hayward      | Charmian Kittredge    |
| Osa Massen         | Freda Maloof          |
| Harry Davenport    | Professor Hilliard    |
| Frank Craven       | Old Tom               |
| Virginia Mayo      | Mamie                 |
| Ralph Morgan       | George Brett          |
| Jonathan Hale      | Kerwin Maxwell        |
| Louise Beavers     | Mammy Jenny           |
| Leonard Strong     | Capitão Tanaka        |
| Regis Toomey       | Scratch Nelson        |
| Albert Van Antwerp | French Frank          |
| Paul Hurst         | Lucky Luke Lannigan   |
| Lumsden Hare       | Correspondente inglês |
| Hobart Cavanaugh   | Mike                  |